# Serra da Falperra
A Serra da Falperra é uma elevação de Portugal Continental, com 1134 metros de altitude. Situa-se no sistema montanhoso Alvão-Marão, Distrito de Vila Real.